# 美國第六集團軍
美国第六集团军群（英語：Sixth United States Army Group）由美國陸軍和法國陸軍共同組成，成立於1944年7月，在第二次世界大戰中從歐洲南邊入侵德國，最後到達奧地利，也被稱為「南方集團軍」，由雅各布·L·德弗斯中將指揮。

## 歷史
美国第六集团军群最早是在法國科西嘉島建立的一個總部，隸屬於盟軍部隊總部，最初任務是監督在龍騎兵行動中入侵法國南部的美國法國聯合部隊的規劃，並在盟軍部隊總部和這些部隊之間提供上下聯絡，這時的第六集团军群主要充當聯絡和協調機構。直到1944年9月15日，第六集團軍才開始負責美国第七集团军和法國B集团军的作戰控制，此時第六集团军群隸屬於盟軍遠征部隊最高司令部。
1944年末以後，第六集团军群在阿尔萨斯地區參與激烈的戰鬥，擊退德軍的北風行動，接著參與科爾馬包圍戰。美国第六集团军群隨後投入低語行動越過萊茵河進入德國，先後佔領紐倫堡和慕尼黑，並在戰爭後期進入奧地利西部。1945年5月4日，美国第六集团军群的部隊在布倫納山口以南和從義大利向北推進的盟军第十五集团军群的美国第五集团军會師。
1945年7月20日，美国第六集团军群正式解編。

### 書目
- Clarke, Jeffrey J.; Smith, Robert Ross. . Washington DC: Office of the Chief of Military History, Department of the Army. 1993  [2024-06-25]. （原始内容存档于2017-12-01） （英语）.
- Yeide, Mark; Stout. . Zenith Press. 2007. ISBN 978-0760331460 （英语）.